# Дзоболи, Джакомо
Джакомо Дзоболи, также Якопо Дзоболи, или Зоболи (итал. Jacopo Zoboli, Giacomo Zoboli; 23 мая 1681, Модена — 22 февраля 1767, Рим) — итальянский живописец и гравёр стиля барокко.

## Биография
Якопо родился в Модене, Эмилия-Романья, в семье Джамбаттисты Дзоболи и Лукреции Панара. После ученичества у Франческо Стринги (1635—1709) он ненадолго переехал в Болонью, где с 1701 по 1707 год учился у Джованни Джозеффо Даль Соле, известного живописца болонской школы. Вернувшись в Модену, он с 1707 по 1712 год работал над фресками Дворца дожей Модены, сначала под руководством Стринги, а после смерти этого мастера под руководством Якопино Консетти. Затем в 1712 году он переехал в Рим, где жил до своей смерти в 1767 году.
В Риме в 1718 году Якопо был зачислен в «Папскую академию изящных искусств и словесности виртуозов при Пантеоне», а затем, 2 сентября 1725 года, в Академию Святого Луки. Дзоболи был удостоен звания «почётного члена» Академии Клементина в Болонье, был другом и соратником Себастьяно Конки, одного из ведущих художников Рима XVIII века.
С 1718 по 1738 год Дзоболи жил в Палаццо Петрони на площади Пьяцца дель Джезу, в резиденции посланника герцогства Модены и Реджо в Риме. Мастерская Дзоболи находилась недалеко от резиденции посольства, в помещениях Палаццо Венеция. С 1738 по 1760 год Дзоболи жил и работал на втором этаже Палаццо Фарнезе, благодаря кардиналу Нери Марии Корсини, племяннику папы Климента XII. Затем он переехал в Палаццо Савелли-Орсини на Виа Монте Савелло на территории прихода базилики Сан-Никола-ин-Карчере.
В августе 1718 года Дзоболи присоединился к монашеской конгрегации (братству) «Священных Стигматов Святого Франциска» (Santissime Stimmate di San Francesco). Он участвовал в этих собраниях вплоть до своей смерти. В 1724 году Дзоболи написал картину «Смерть Цезаря» для знатной семьи маркизов Рангони из Модены и «Причастие Святой Франциски Римской», для капеллы Бюсси церкви Санта-Мария-ин-Трастевере.
В последующих произведениях, работая в границах эстетики барокко, Дзоболи предвосхищал идеи неоклассицизма второй половины XVIII века, и, таким образом, стал одним из первых представителей отхода от стиля барокко. Дзоболи выражал «сознательный протонеоклассицизм» и интерпретировал свои эстетические идеалы «в духе рационалистической Аркадии, противоположной излияниям барокко».
Якопо Дзоболи в основном работал в Риме как по церковным, так и по частным заказам, поощряемым кардиналом Нери Марией Корсини. В 1727 году он написал «Встречу Святой Девы Марии и Святой Елизаветы» для базилики Сант-Эвстакио (великомученика Святого Евстафия. Два года спустя для той же базилики Дзоболи написал образ «Святого Иеронима, слышащего трубный глас Страшного суда» (1729), что было высоко оценено его современниками и сделало его известным даже за пределами столицы.
За пределами Рима его самые значительные картины находятся в Модене и Брешии. В 1732 году епископ и кардинал Анджело Мария Кверини заказал главный алтарь собора Санта-Мария-Ассунта, строящегося для Брешии. Положительные отзывы об этом алтаре побудили филиппинских отцов в 1742 году заказать Дзоболи главный алтарь для своей церкви, которая ещё только строилась: на картине изображен святой Филипп Нери, основатель Конгрегации ораторианцев.
В 1745 году художник написал «Триумф веры» для монастыря Святого Креста в Коимбре, Португалия. В 1748 году Зоболи создал алтарный образ «Вознесение Девы Марии» для церкви Санта-Мария-дельи-Анджели в Брешии.
Многие картины Дзоболи, хотя и упоминаются в различных документальных источниках, в настоящее время не идентифицируются или были утрачены. «Рождество Иисуса» и «Санта-Катерина Фиески», заказанные королем Португалии Жуаном V; «Блаженный Джованни Регис наслаждается славой небесной» (1716—1719), заказанный курфюрстом Максимилианом II Баварским; «Перевозка ковчега с танцующим Давидом» и «Суд Соломона» отправлены в Лондон; «Мадонна с Младенцем и избранными святыми» отправлены в Кёльн; «Святой Иоанн Непомук с ангелами» отправлен в Прагу; и «Пьета» отправлена в Вену, эти картины до настоящего времени не найдены. В прошлом некоторые картины приписывались Дзоболи. В частности: «Обручение Марии» и «Введение во храм» в итальянской церкви капуцинов в Коимбре и «Самоубийство Лукреции» в Национальной галерее Дублина. Позднее их атрибуцию стали считать сомнительной.
Якопо Дзоболи скончался в Риме, он завещал себя похоронить в церкви Святейших Стигматов Святого Франциска, но точное местонахождение его могилы в настоящее время неизвестно.

## Галерея

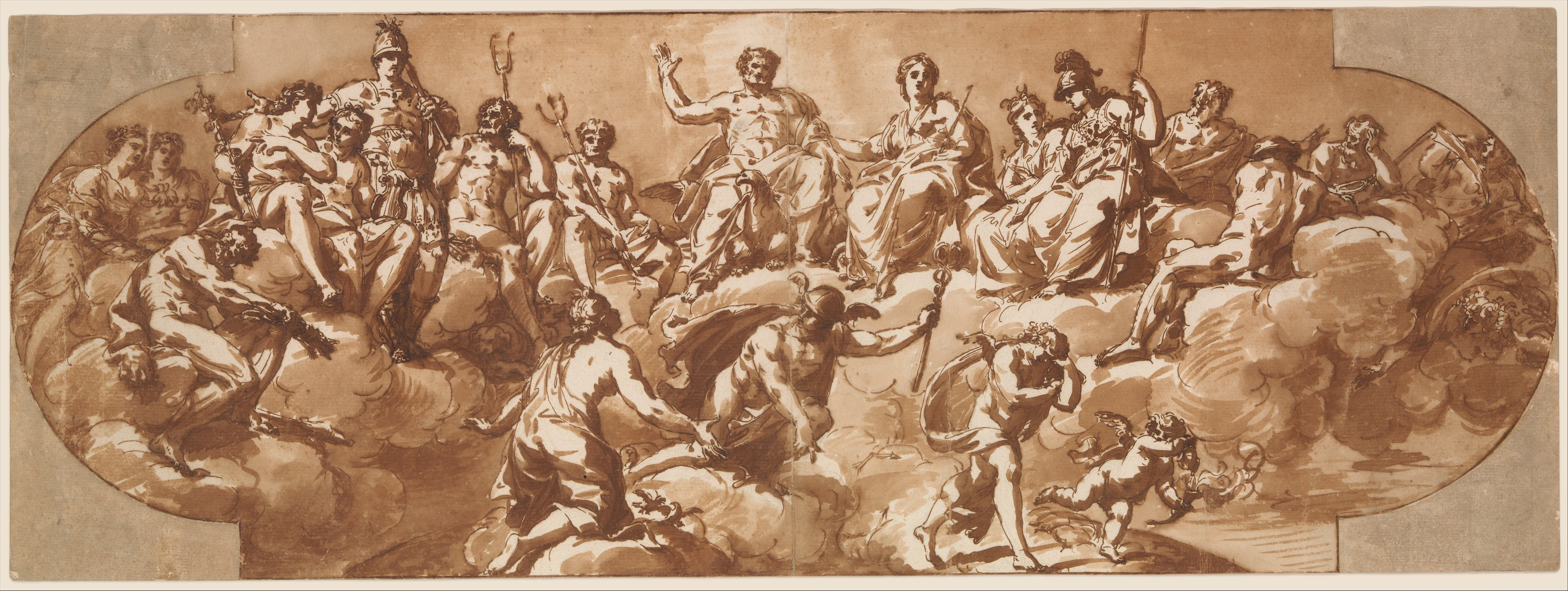
Coвет богов. Бумага, сепия, кисть, белила. Метрополитен-музей, Нью-Йорк
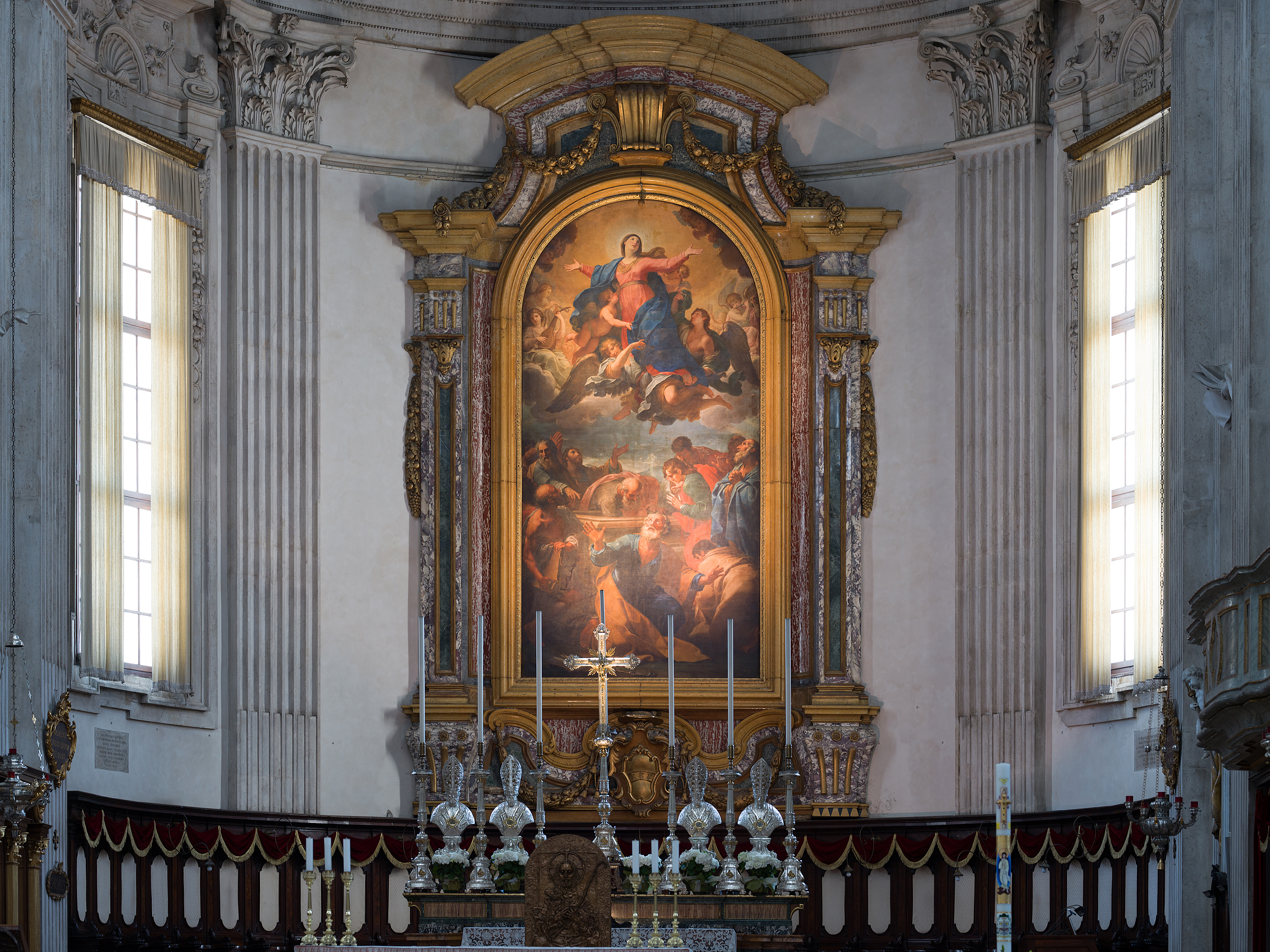
Ассунта (Вознесение Девы Марии). 1748. Алтарь церкви Санта-Мария-дельи-Анджели, Брешия
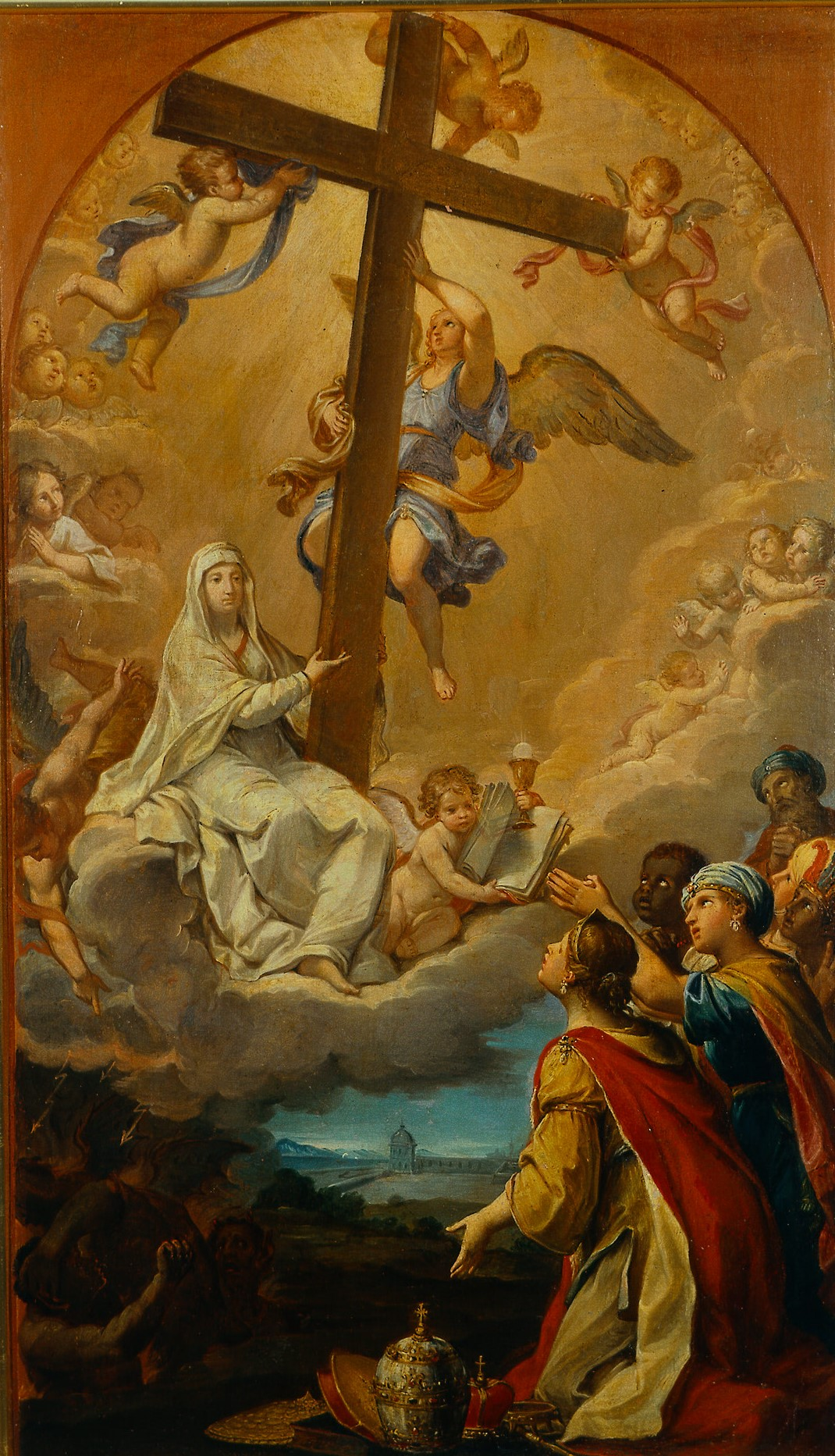
Триумф Веры. Между 1681 и 1767. Холст, масло. Муниципальный музей, Модена
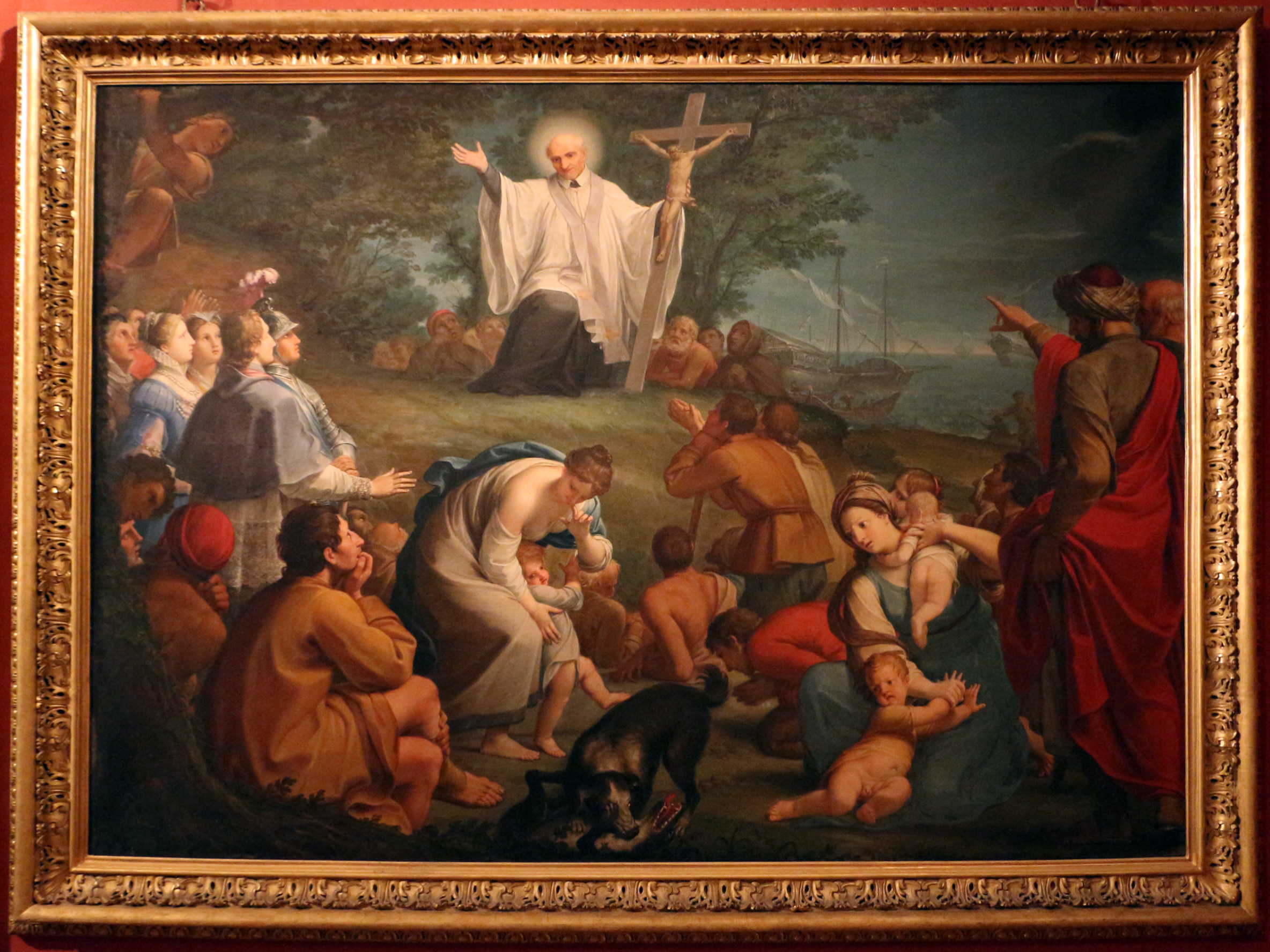
Молитва Сан-Винченцо ди Паолы. Между 1700 и 1750. Холст, масло. Галерея Корсини, Рим
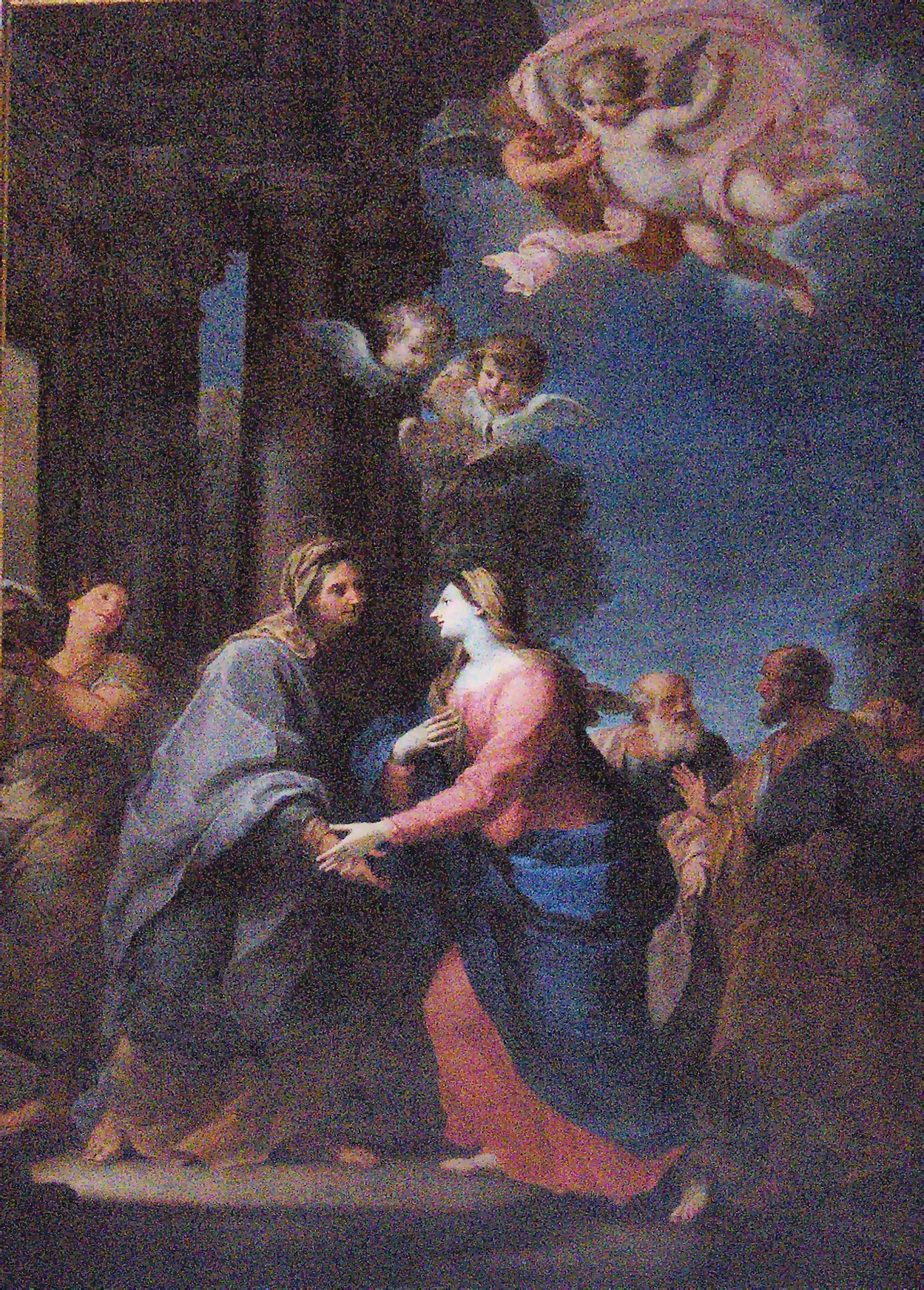
Встреча Марии и Елизаветы. 1727. Холст, масло. Церковь Сант-Эвстакио, Рим
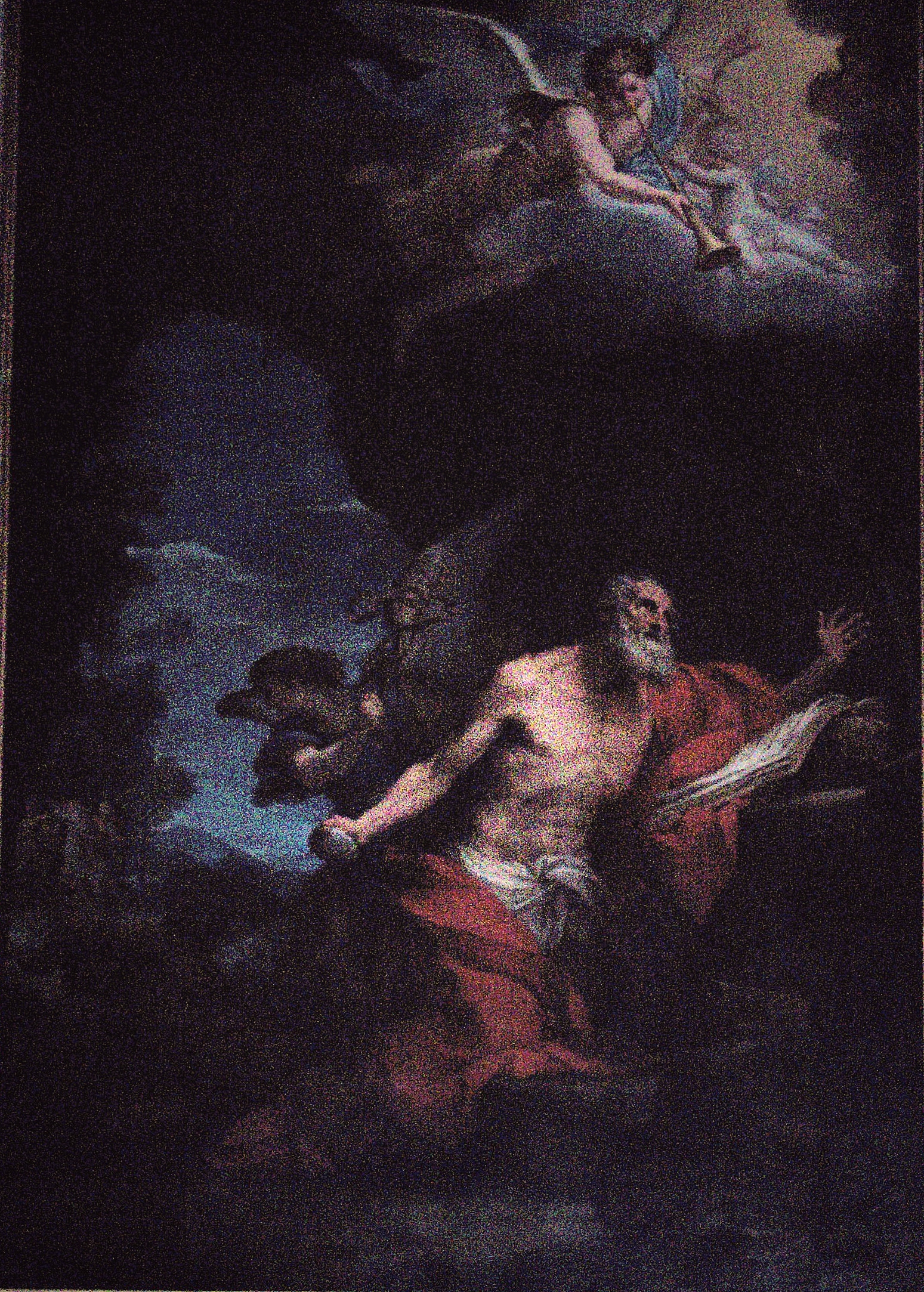
Якопо Дзоболи. Святой Иероним. 1729. Холст, масло. Церковь Сант-Эвстакио, Рим
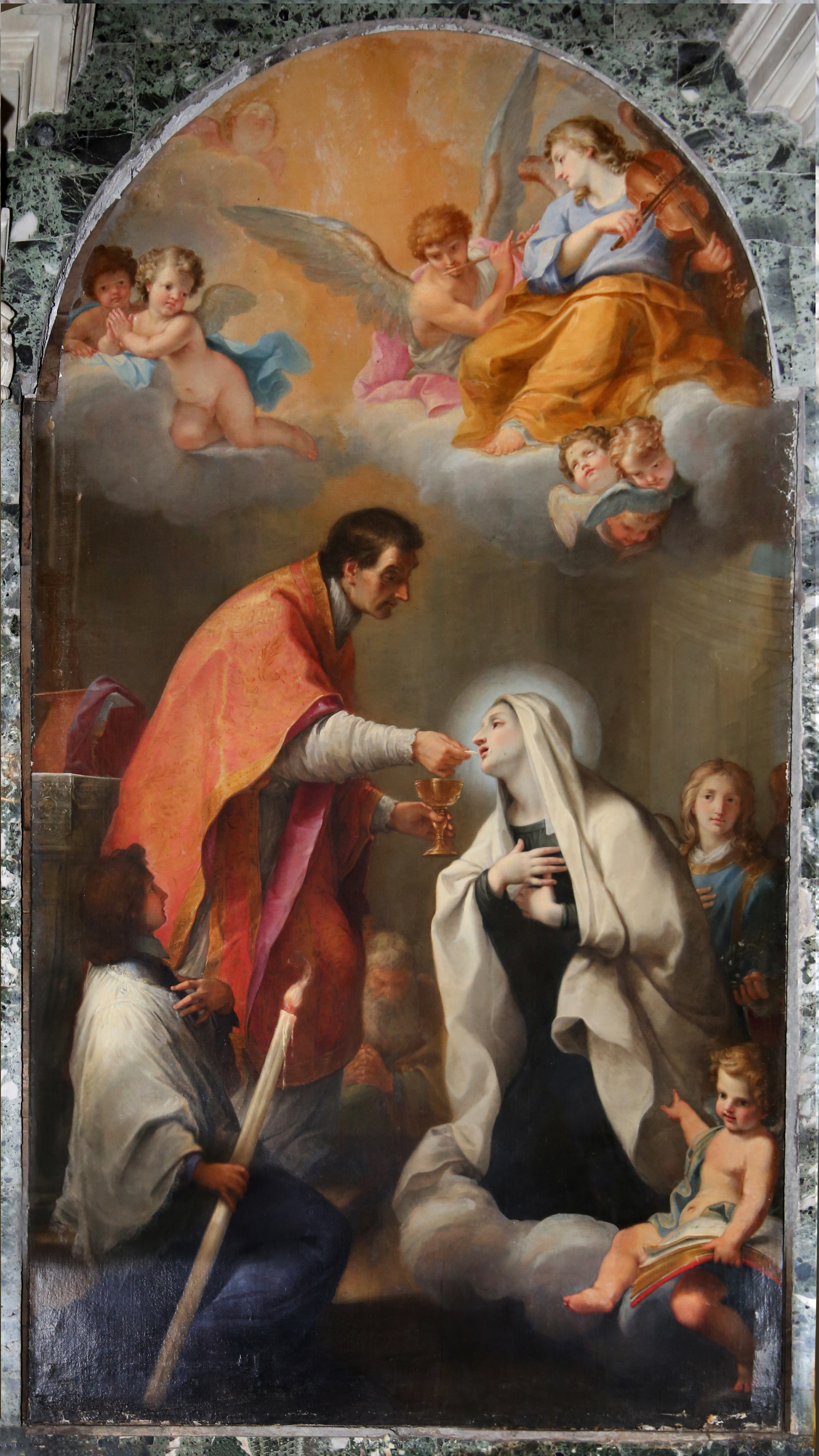
Причастие Святой Франциски Римской. Капелла Бусси церкви Санта-Мария-ин-Трастевере, Рим